# Франкенштейн (фільм, 2025)
«Франкенштайн» (англ. Frankenstein) — майбутній американський науково-фантастичний фільм жахів, написаний і знятий Гільєрмо дель Торо за мотивами однойменного роману Мері Шеллі. У фільмі зіграли Оскар Айзек, Джейкоб Елорді, Міа Гот, Ларс Міккельсен, Крістіан Конвері, Чарльз Денс, Фелікс Каммерер і Крістоф Вальц.

## Синопсис
Доктор Преторіус розшукує монстра Франкенштейна, який, як вважається, загинув у пожежі сорок років тому, щоб продовжити експерименти доктора Віктора Франкенштейна.

## Акторський склад
| Актор                        | Роль                            |
| ---------------------------- | ------------------------------- |
| Оскар Айзек Крістіан Конвері | Віктор Франкенштайн юний Віктор |
| Джейкоб Елорді               | Потвора Франкенштайна           |
| Міа Гот                      | Елізабет                        |
| Крістоф Вальц                | доктор Преторіус                |
| Фелікс Каммерер              | Вільям                          |
| Ларс Міккельсен              | капітан Андерсон                |
| Девід Бредлі                 | сліпий                          |
| Чарльз Денс                  | Леопольд Франкенштайн           |
| Ніколай Лі Кос               | старший офіцер Ларсен           |
| Ральф Айнесон                | професор Кремп                  |
| Берн Ґорман                  | Фрітц                           |

## Виробництво

### Розробка
У 2007 році Гільєрмо дель Торо сказав, що проєкт, заради якого «він убив би, аби зняти», буде версією «Мільтонівської трагедії» про Франкенштейна, посилаючись на «майже ідеальний» сценарій Френка Дарабонта, який ліг в основу фільму «Франкенштейн Мері Шеллі» Кеннета Брана. У січні 2008 року він розповів, що на той час був у процесі створення малюнків, які сподівався використати як основу для світу фільму, і що, крім того, він почав робити нотатки до сценарію, але зупинився, коли почався Страйк Гільдії сценаристів Америки. Наступного місяця дель Торо розповів про своє бачення:
«Я намагаюся взяти міф і щось з ним зробити, поєднати елементи «Франкенштейна» та «Нареченої Франкенштейна», але не перетворити його на класичний міф про монстра. Найкращі моменти роману Франкенштейна, які я пам’ятаю, ще не знято [...] Єдина людина, яка передала мені порожнечу, не трагічний, не мільтонівський вимір монстра, а саме порожнечу, — це Крістофер Лі у фільмах студії Hammer, де він справді має вигляд чогось непристойно живого. У Бориса Карлоффа є елемент трагедії, але існує так багато версій, включно з чудовим сценарієм Френка Дарабонта, який насправді так і не був екранізований».
У вересні того ж року дель Торо уклав трирічну угоду з Universal Pictures, в тому числі і на виробництво інших фільмів, які він планував зняти, зокрема «Доктор Джекіл і містер Хайд», «Бойня номер п'ять» і «Друд». Дель Торо посилався на ілюстрації Берні Райтсона до «Франкенштейна» як на джерело натхнення і казав, що фільм не буде прямою адаптацією роману Мері Шеллі, а скоріше «пригодницькою історією, в якій фігуруватиме істота». Дель Торо хотів, щоб Райтсон створив свою версію істоти.
У 2009 році дель Торо заявив, що виробництво «Франкенштейна», не розпочнеться ще щонайменше чотири роки. Незважаючи на це, він уже запросив на роль потвори Франкенштейна Дага Джонса, який часто співпрацював із ним, і почав проби гриму з актором. Пізніше Джонс прокоментував, що проєкт було відкладено через майбутні плани Universal щодо франшизи Dark Universe. У 2013 році дель Торо висловив зацікавленість у виборі Бенедикта Камбербетча на роль монстра. У 2014 році дель Торо сказав, що хотів би зняти версії «Франкенштейна» і «Нареченої Франкенштейна», і що голова студії Universal Донна Ленглі кілька разів зверталася до нього з пропозицією почати роботу, але він не хотів поспішати, тому що це «проєкт його мрії». У 2020 році в інтерв'ю, присвяченому фільму «Ненаситний», дель Торо заявив, що якби у нього було фінансування, він би зняв адаптацію «Франкенштейна», яка б охоплювала два-три фільми через складність книги та зміну точок зору.
У 2023 році проєкт відродив Netflix, з яким дель Торо підписав багаторічну угоду. Після перемоги мультфільму «Піноккіо Ґільєрмо дель Торо» на 95-й церемонії вручення премії «Оскар» за найкращий повнометражний анімаційний фільм видання Variety повідомило, що Ґільєрмо дель Торо має намір стати сценаристом і режисером фільму, а Ендрю Гарфілд, Оскар Айзек і Міа Гот ведуть переговори про потенційні ролі. У вересні дель Торо повідомив, що початок зйомок заплановано на лютий 2024 року, і що Крістоф Вальц приєднався до акторського складу. У січні Джейкоб Елорді замінив Гарфілда на ролі монстра через конфлікти розкладу, які виникли в результаті страйків SAG-AFTRA. Фелікс Каммерер, Ларс Міккельсен, Девід Бредлі, Крістіан Конвері та Чарльз Денс приєдналися до акторського складу в нерозголошених ролях. У квітні 2024 року дель Торо оголосив, що Ральфа Айнесон отримав «ключову» епізодичну роль у фільмі.

### Зйомки
Основні зйомки розпочалися 12 лютого 2024 року в Торонто і завершилися 30 вересня того ж року.

## Випуск
Вихід «Франкенштейна» запланований на листопад 2025 року на Netflix.